# Robin Thomas
Robin Thomas Grossman (Pittsfield, 12 febbraio 1949) è un attore statunitense.

## Filmografia parziale

### Cinema
- A proposito della notte scorsa... (About Last Night...), regia di Edward Zwick (1986)
- Star Maps, regia di Miguel Arteta (1997)
- The Contender, regia di Rod Lurie (2000)
- Due amiche esplosive (The Banger Sisters), regia di Bob Dolman (2002)
- Clockstoppers, regia di Jonathan Frakes (2002)
- Seberg - Nel mirino (Seberg), regia di Benedict Andrews (2019)

### Televisione
- Una decisione difficile (A Fighting Choice), regia di Ferdinand Fairfax – film TV (1986)
- La signora in giallo (Murder, She Wrote) – serie TV, episodio 8x09 (1991)
- Halloweentown - Streghe si nasce (Halloweentown), regia di Duwayne Dunham – film TV (1998)
- Walker Texas Ranger (Walker, Texas Ranger) – serie TV, episodio 7x20
- West Wing - Tutti gli uomini del Presidente (The West Wing) – serie TV, episodio 3x15 (2002)
- Queer as Folk – serie TV, 5 episodi (2004)
- Senza traccia (Without a Trace) – serie TV, 1 episodio, (2006)
- Desperate Housewives – serie TV, 1 episodio (2009)
- Castle - serie TV, episodio 2x06 (2009)
- Mystery 101 - serie TV, 7 episodi (2019-2021)

## Doppiatori italiani
Nelle versioni in italiano delle opere in cui ha recitato, Robin Thomas è stato doppiato da:
- Cesare Barbetti in A proposito della notte scorsa..., The Contender
- Angelo Maggi in Una vacanza di tutto... lavoro, Halloweentown - Streghe si nasce
- Roberto Draghetti in Dr. House - Medical Division, CSI: NY
- Antonio Angrisano in 24, Agent Carter
- Gioacchino Maniscalco ne La signora in giallo
- Stefano Benassi in Due amiche esplosive
- Antonio Sanna in Clockstoppers
- Luca Ward in CSI: Miami
- Teo Bellia in West Wing - Tutti gli uomini del Presidente
- Enrico Di Troia in Senza traccia
- Saverio Indrio in Desperate Housewives
- Luigi La Monica in Cold Case - Delitti irrisolti
- Luciano Roffi in The Closer
- Mino Caprio in CSI - Scena del crimine
- Achille D'Aniello in NCIS - Unità anticrimine
- Sergio Di Stefano in Law & Order - I due volti della giustizia
- Sergio Di Giulio in Criminal Minds
- Lucio Saccone in Bones
- Giorgio Bonino in Nip/Tuck
- Fabrizio Pucci in Life Unexpected
- Antonio Palumbo in Castle
- Paolo Marchese in NCIS: Los Angeles
- Gianni Giuliano in Blue Bloods
- Franco Mannella in Mistery 101 (ep. 1)
- Fabrizio Russotto in Mistery 101 (ep. 2-7)